# Węzeł autostradowy Hannover-Buchholz
Węzeł autostradowy Hannover-Buchholz (niem. Autobahnkreuz Hannover-Buchholz, AK Hannover-Buchholz, Kreruz Hannover-Buchholz) – węzeł drogowy na skrzyżowaniu autostrad A2 (E30) i A37 w kraju związkowym Dolna Saksonia w Niemczech. Nazwa węzła pochodzi miasta Hanower i dzielnicy Buchholz. Węzeł posiada podwójną numerację – nr 47 w ciągu A2 i nr 4 w ciągu A37. Na tablicach zapowiadających nie ma symbolu oznaczającego skrzyżowanie bezkolizyjne.
| Z                            | Do                        | Średnie dzienne natężenie ruchu | Udział ruchu ciężkiego |
| ---------------------------- | ------------------------- | ------------------------------- | ---------------------- |
| AS Hannover-Lahe (A2)        | AK Hannover-Buchholz      | 88 600                          | 22,1%                  |
| AK Hannover-Buchholz         | AK Hannover-Ost (A2)      | 87 000                          | 20,3%                  |
| AK Hannover/Kirchhorst (A37) | AK Hannover-Buchholz      | 41 100                          | 3,8%                   |
| AK Hannover-Buchholz         | AS Hannover-Misburg (A37) | 54 000                          | 3,7%                   |